# 大宅王 (飛鳥時代)
大宅王（おおやけ の おおきみ/おおやけおう、生年不明 - 天武天皇8年8月25日（679年））は、日本の飛鳥時代の皇族。官位は不明。
その生涯は不明であり、『日本書紀』によると、天武天皇8年（679年）の秋8月に卒した、という薨伝しか残されていない。壬申の乱など、当時の政局においてどのような立場におり、どのような役割を果たしたのか、不明である。栗隈王・高坂王など、兄弟たちにも与えられている「諸王の位」も記されていない。